# Else Ringnalda
Else Agathe Julie Ringnalda (Amsterdam, 15 januari 1958) is een Nederlandse beeldhouwer.

## Leven en werk
Else Ringnalda studeerde aan de Hogeschool voor de Kunsten Utrecht in 1979-1984 en aan de Gerrit Rietveld Academie (Amsterdam) in 1984-1985. Zij maakt bronzen beelden van mensen in een ideale samenleving. Haar website vermeldt hierover: De 'homo ludens' staat daarin centraal. Zij ziet de spelende mens als antwoord op vraagstukken die zich voordoen in onze multiculturele samenleving. De vorm van haar werk is introvert en verstild. De mensen zijn verzonken in hun spel. Esthetische keuzes liggen hieraan ten grondslag. Esthetiek als 'verbeelding' van de lichamelijke ervaring die bij haar opgeroepen wordt door beelden en tekeningen van de primitieve en Egyptische beeldhouwkunst, van de Etrusken, Giacometti, Schiele en Constant.
Op exposities zijn de Homo-ludensbeelden op uiteenlopende wijzen te zien: op sokkels, in het gras, op een voetplaat, op schommels of op waterleliebladeren in het gras, een vijver of een waterpartij. Als er meerdere beelden op deze manier in een vijver of waterpartij zijn geplaatst, wekken zij door hun drijvende en draaiende bewegingen de indruk een toneelspel op te voeren, waarbij verschillende scenes ontstaan. Ringnalda noemt dit 'Theater op water'. De Homo-ludensbeelden zijn de acteurs in de ideale samenleving die zij zich voorstelt en spelen hun spel op het water.
Ringnalda won in 1989 de Prix d'Honneur op de Internationale Portret Triënnale in Polen. In 2021 was haar werk te zien in de Concept Store Gallery in Parijs.
Ringnalda woont en werkt in Utrecht.

## Enkele werken in de openbare ruimte
- Look, van Oldenbarneveldtplein / Nassaukade, Amsterdam (1986)
- Wie wind zaait, Rijsterborgherpark, Deventer (1987)
- De Wilg, Mecklenburglaan, Utrecht (1989)
- Flipje, Groenmarkt, Tiel (1993)
- Schommelen, Hoeve Rijlaarsdam Galerie & Beeldentuin, Nieuwkoop (1997)
- Aarde, Exelseweg, Lochem (1998)
- Ode aan de boom, Nationaal Bomenmuseum Gimborn v/h Von Gimborn Arboretum, Doorn (2016)
- Ruimte voor een kind, Nieuwkoop (2022)
- Matriarch, Nieuwkoop (2022)

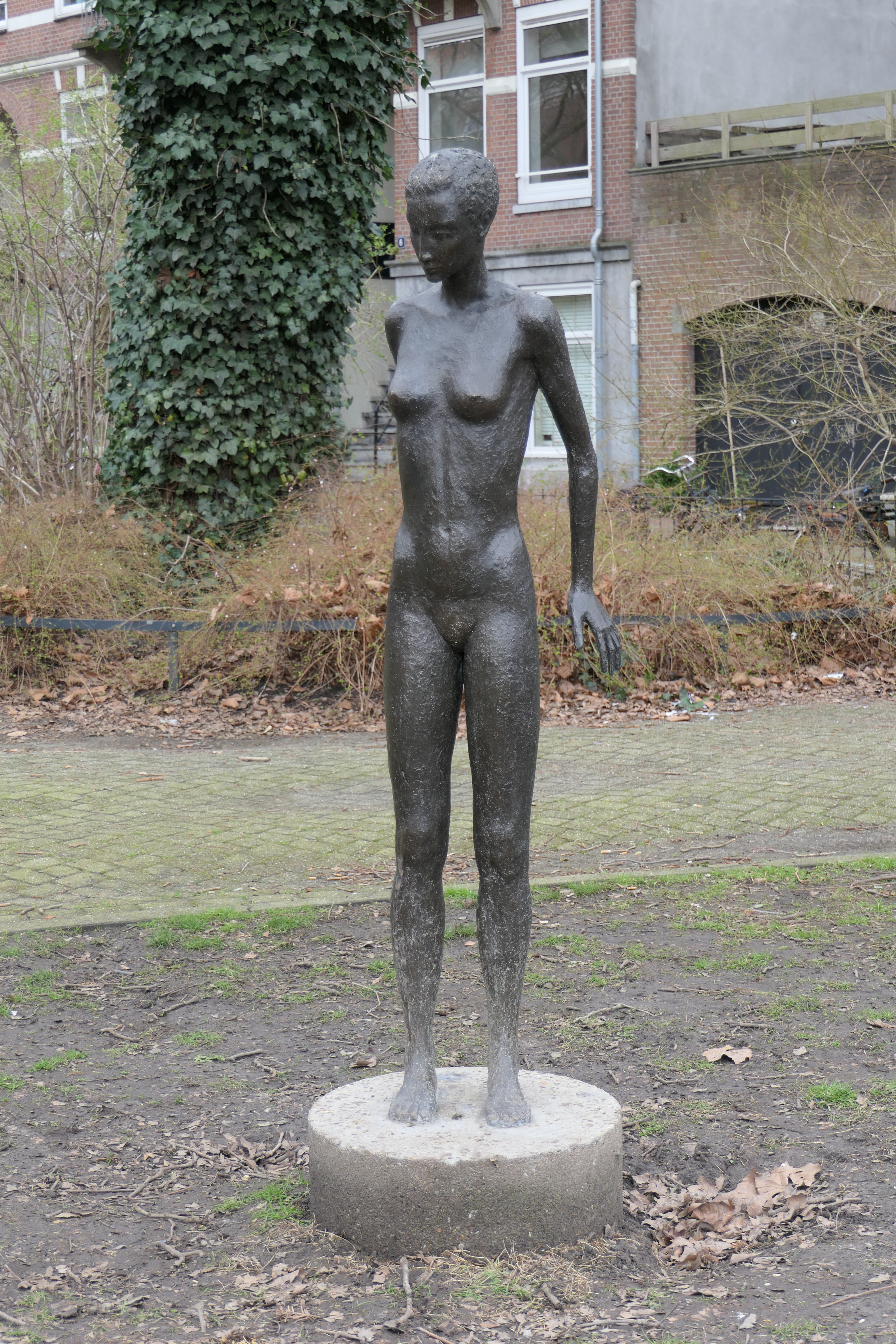
Look
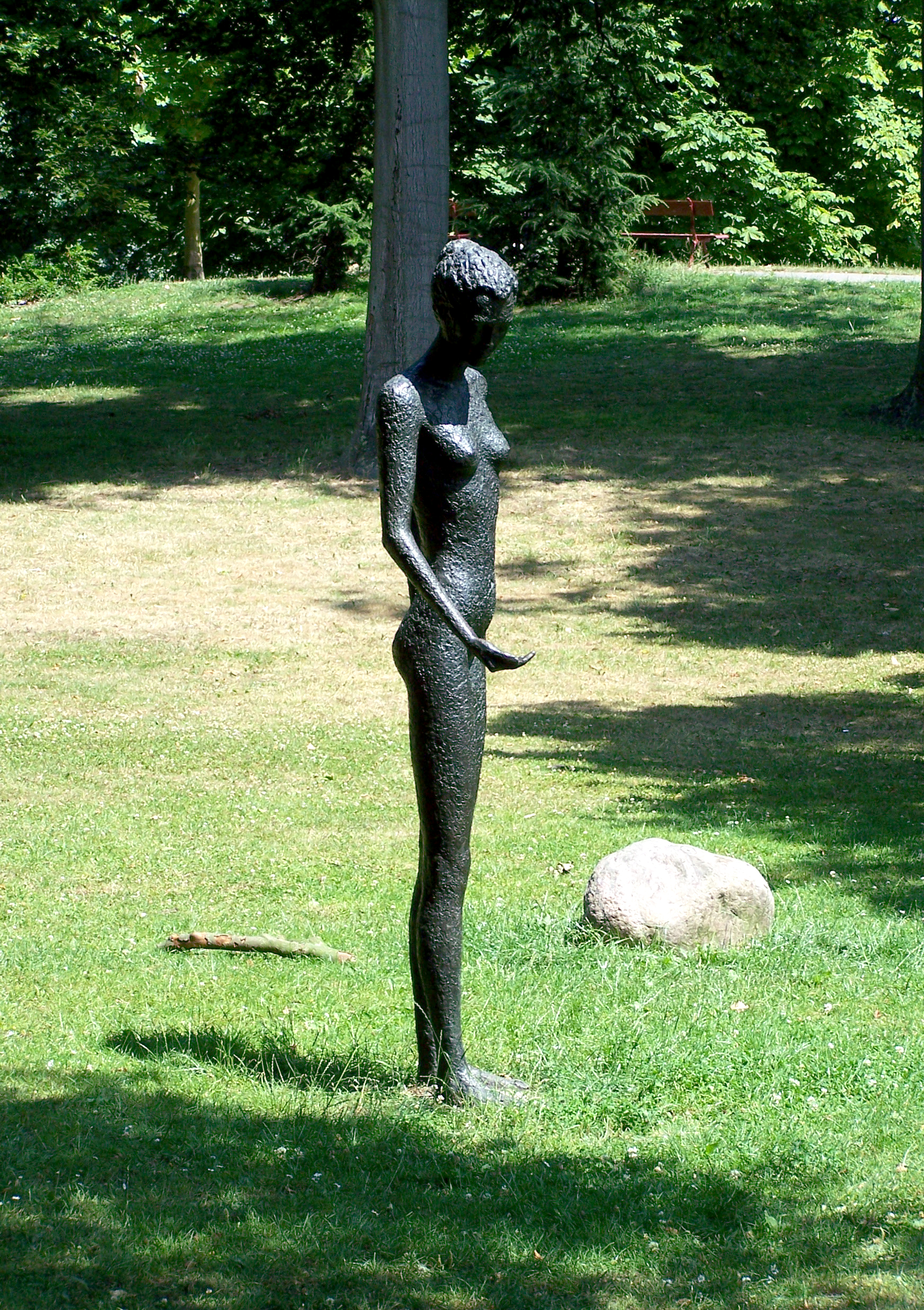
Wie wind zaait
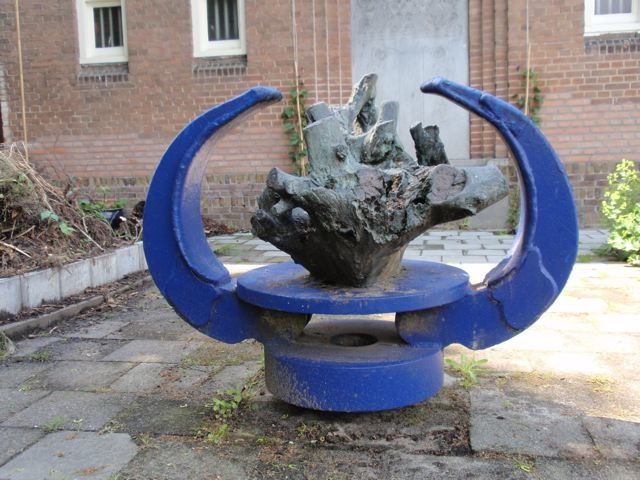
De wilg
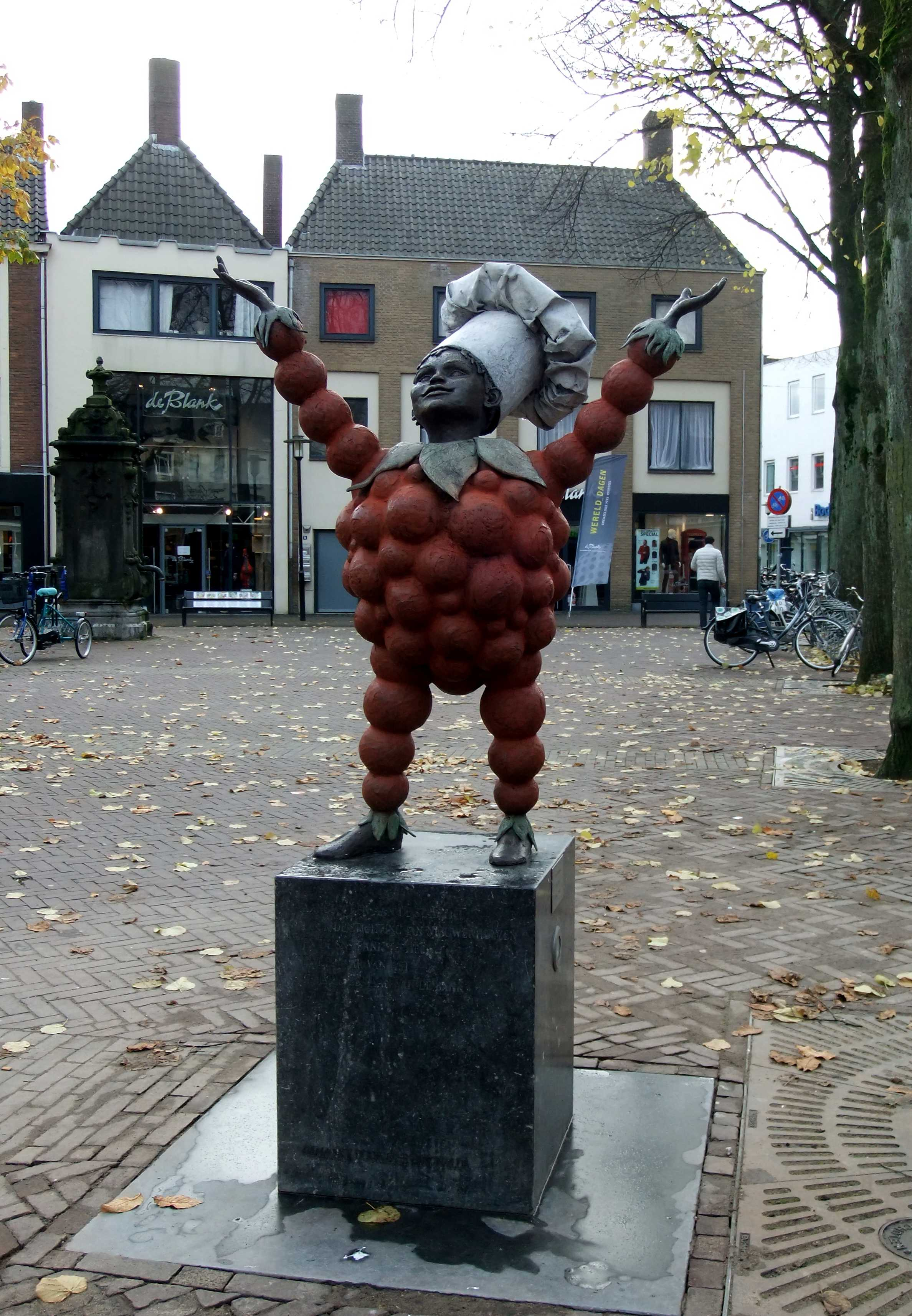
Flipje
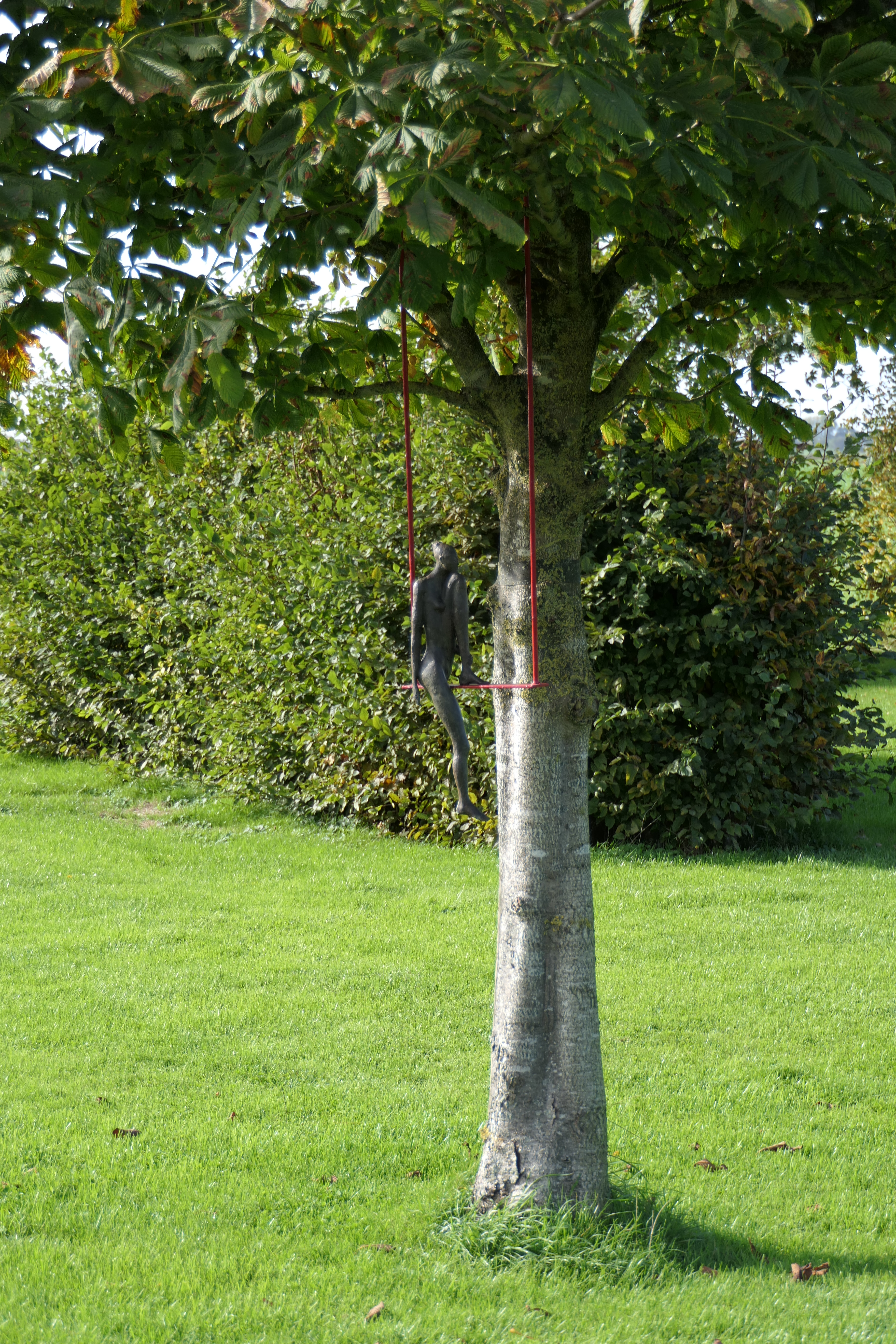
Schommelen
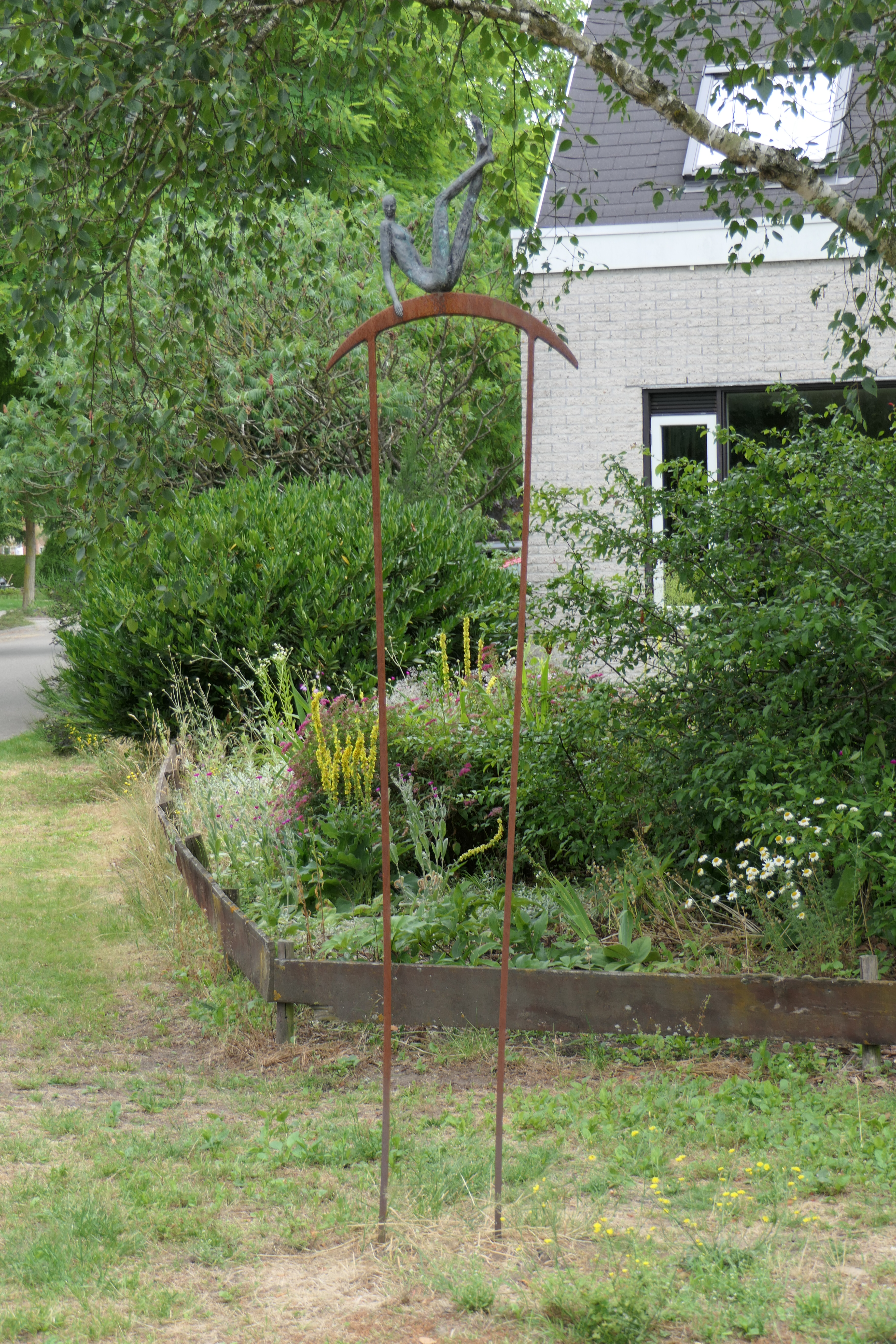
Aarde
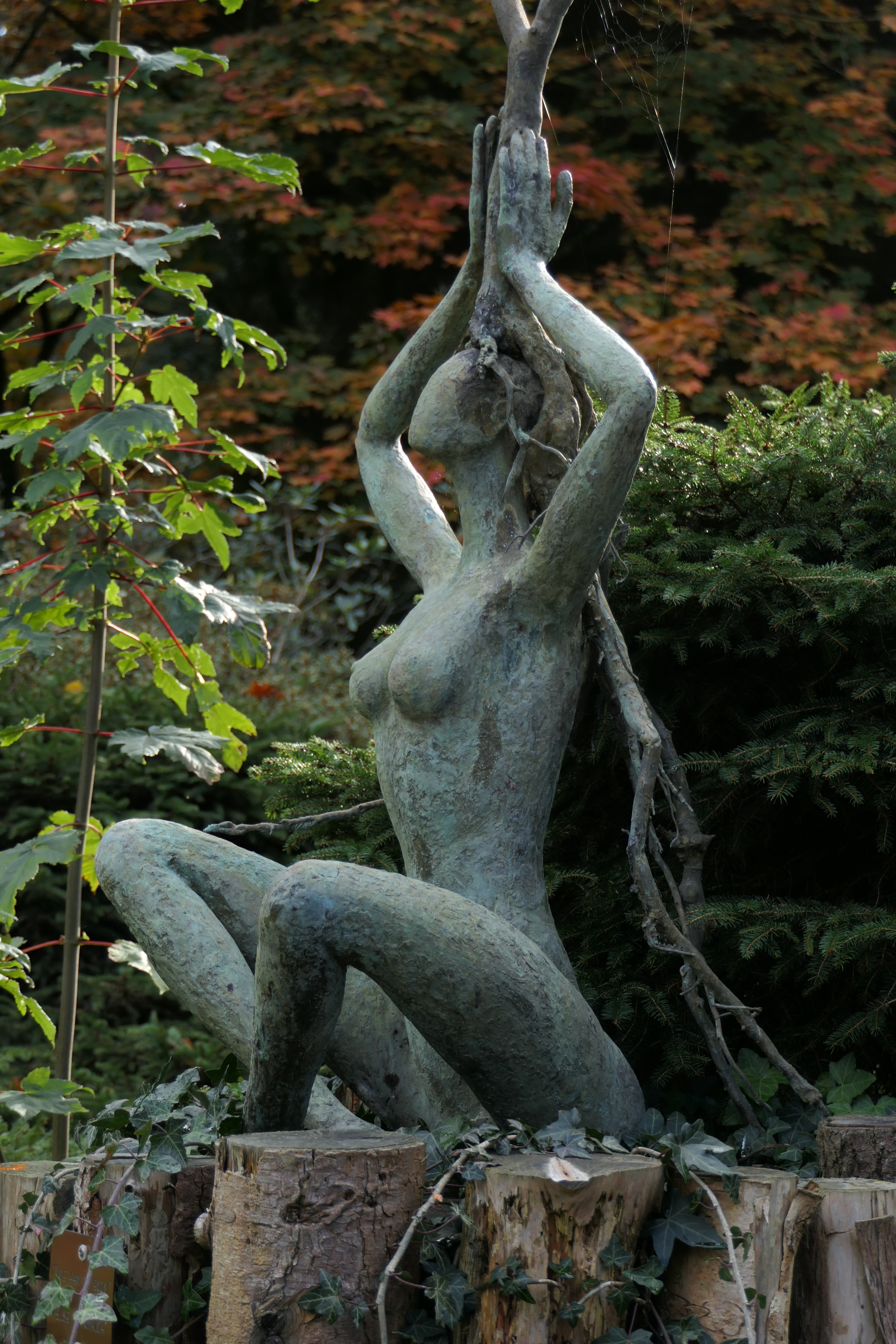
Ode aan de boom
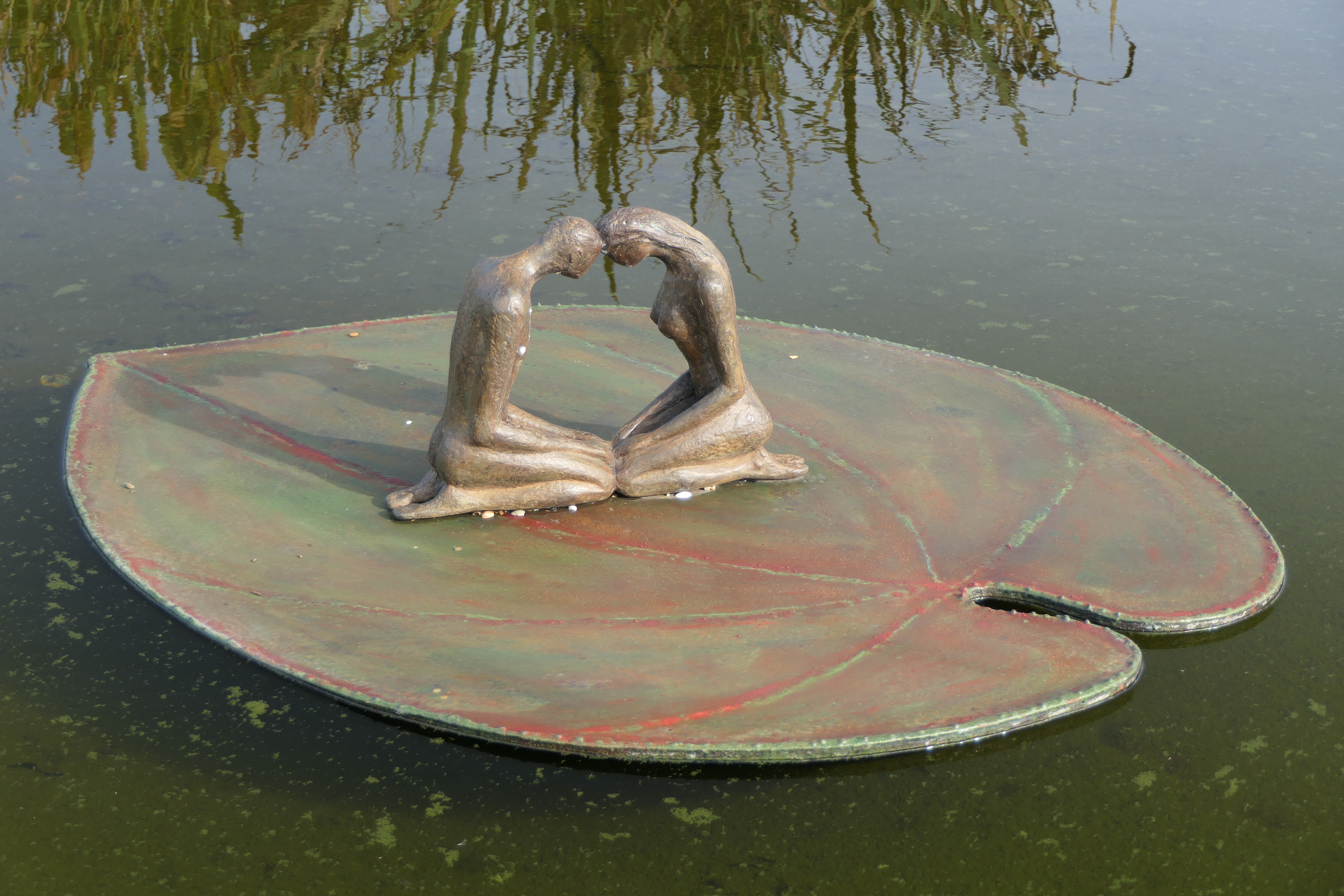
Ruimte voor een kind
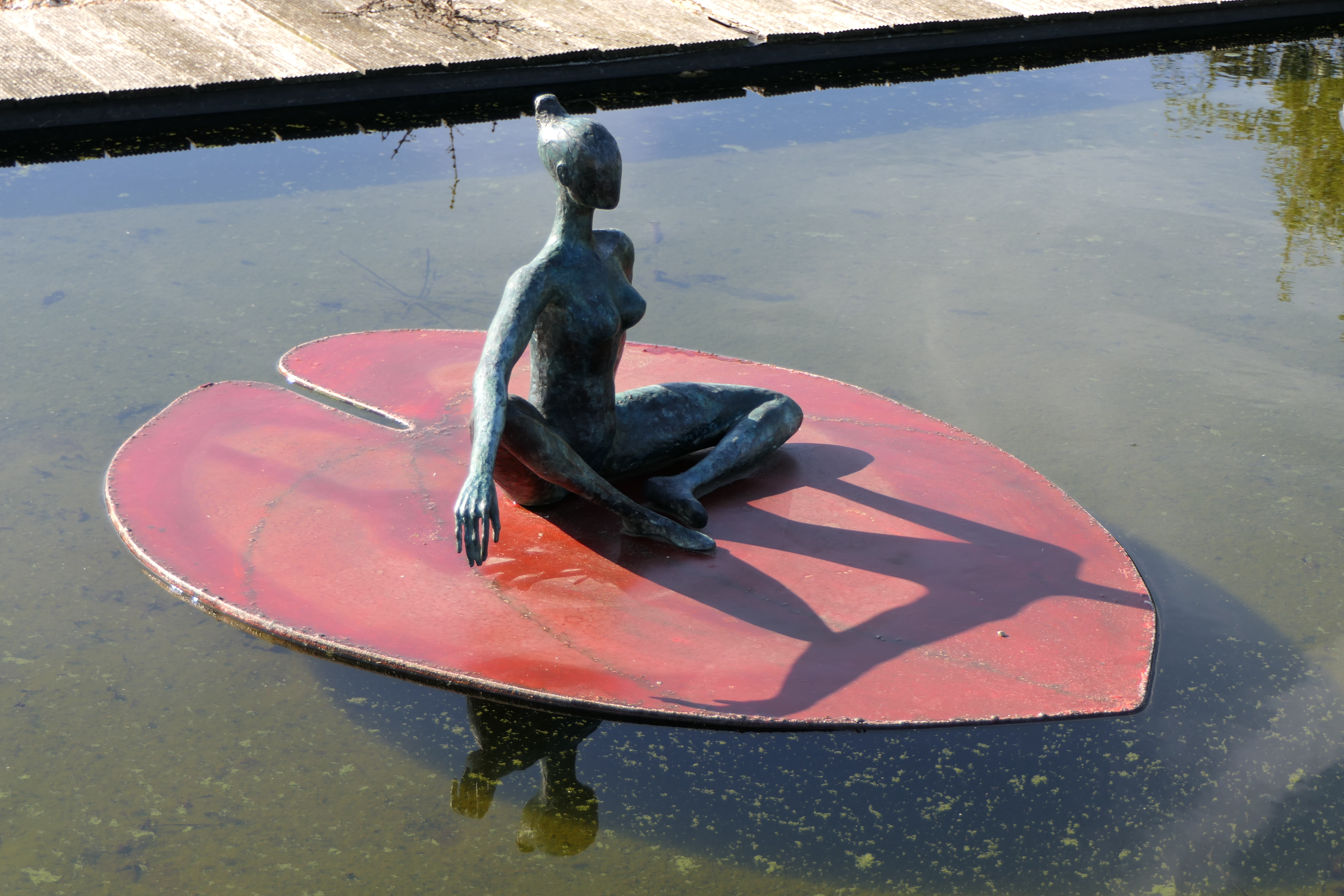
Matriarch